# アドレセンス
『アドレセンス』(英語: Adolescence)は、スティーヴン・グレアムとジャック・ソールンによるイギリスのクライムドラマミニシリーズ。
2025年3月13日よりNetflixにて配信された。

## 概要
『アドレセンス』は、13歳の少年ジェイミー・ミラーが同じ学校の女子生徒殺害の容疑で逮捕された事件を軸にインセル、マノスフィア、ミソジニーなどのジェンダー問題、SNSでのいじめなど、現代の社会問題をテーマとしている。また2020年代からイギリスで急増したナイフを使った犯罪など、国内の社会問題も取り入れている。
全4話の各エピソードはワンカットで撮影された。2025年3月13日にNetflixで配信開始され、演出、脚本、撮影技術が高く評価された。特に、その独特な雰囲気や俳優たちの演技が称賛を集めた。

## あらすじ
第1話
ある日、平穏だった4人家族のミラー家へ、武装した警察の部隊がドアを蹴破って突入してきた。殺人容疑で逮捕されたのは、13歳の息子ジェイミーだった。父エディ、母マンダ、娘リサは混乱に陥り、涙ながらに無実を訴えるジェイミーは、手続きを経て拘留室に収監される。
13歳の未成年であることから、父エディが立会人として、息子の全身検査・取り調べなどに付き添うことになる。ジェイミーの弁護士としてポールが選任され、彼は家族に刑事手続きの概要を説明し、ジェイミーには昨夜の出来事についての質問には答えないよう助言する。
その後、黒人の警部補ルーク・パスコムと女性巡査ミーシャ・フランクによる取り調べが始まり、ジェイミーがインスタグラムで女性モデルについて性的に露骨な発言をしていたことを指摘する。さらに、前夜に駐車場で遺体が発見されたジェイミーのクラスメート、ケイティ・レナードについて問いただす。
ジェイミーがケイティを尾行する画像など証拠が次々と突きつけられる中、「何もやってない」と主張するジェイミーに、『ジェイミーがケイティを刺殺する瞬間』が映った防犯カメラの映像が再生される。取り調べが終了した後、父子は泣き崩れる。
第2話
殺人事件発生から3日後、パスコムとフランクはジェイミーの通う中学校を訪れ、ジェイミーの動機や「凶器の所在」について手がかりを探る。学校は荒れ果てており、教師たちは無秩序な生徒たちの対応に追われていた。校内ではすでに殺人事件のニュースが広まり、生徒たちはジェイミーの関与について噂されていた。
ケイティと親しかった女子生徒ジェイドは特に憤慨し、刑事の質問にまともに答えようとせず、ジェイミーの友人ライアンを「ケイティを殺させた」と暴行を加える。パスコムとフランクは、負傷したライアンを保健室で尋問するが、最初は協力的だったライアンは態度を硬化させ、凶器の話が出た途端に沈黙して部屋を出て行く。
その後、パスコムの息子アダムが、ティーンの間で使われている「SNS上の暗号的な絵文字」の意味を父に説明する。アダムによれば、ケイティはインスタグラムの投稿でジェイミーを「インセル」と呼び、彼に対するネットいじめを主導していたことが判明する。
刑事たちが再びライアンを問い詰めようとすると、突然に教室の窓から逃走したためパスコムが追いかける。確保されたライアンは、「ケイティを刺したナイフは、自分が脅すために渡したもの」だと白状する。ライアンは共謀罪で逮捕され、フランクはジェイミーの起訴手続きを進める。
第3話
殺人から7か月後、法廷心理学者の女性ブリオニー・アリストンは、裁判前の精神鑑定のために少年院に収監されているジェイミーと何度目かの面会をする。最近、ジェイミーは他の収容者と暴力的な衝突を起こしており、ライアンが自宅で裁判を待つことに苛立っている。ブリオニーは「私の目的は事件の真相ではなく、ジェイミーの精神状態を評価することだ」と念押しするが、ジェイミーは終始競争心をむき出しにして怒鳴り散らしたため、一旦休憩をとる。
ブリオニーは辛抱強く話を導き、ジェイミーの性的価値観や女性観について質問する。その過程で、ジェイミーは事件当日の詳細を明かす。ケイティは気になる男子生徒のためにトップレスの写真を撮ったが、それが無断で拡散され、深く傷ついた。ジェイミーは、ケイティが精神的に弱っていることに付け込み、交際を申し込むが即座に拒絶される。その後、ケイティは彼のインスタグラムにコメントを残し、挑発を続けたという。
面談中、ジェイミーの態度は親しげになったり、突然攻撃的になったりと、極端に揺れ動く。そして、偶然にも事件の自白をしてしまい、続く激怒の発作でブリオニーを震え上がらせる。面談終了後、ジェイミーは「僕のこと、好き？」とブリオニーに執拗に尋ねるが、彼女は答えず、ジェイミーは更に取り乱す。最後には警備員に引きずられながら退出させられ、ブリオニーは静かに涙を流す。
第4話
殺人から13か月後、ミラー家は日常を取り戻そうと努力していた。エディの50歳の誕生日に、彼のバンがティーンエイジャーたちにスプレーで落書きされる。気分を変えようと、エディはマンダとリサと映画に行く計画を立てるが、その前にバンのペンキを落とすために金物店へ向かう。
店員にジェイミーの父親だと気づかれ、気まずい励ましを受けたエディは、バンを塗り直すためのペンキを購入する。店を出ると、エディは落書きをした若者たちを見つけ、激しく詰め寄る。そして怒りに任せ、購入したペンキを自分のバンに投げつけてしまう。
帰宅途中、ジェイミーから電話が入り、「有罪を認めるつもりだ」と告げられる。家に戻ると、エディと妻マンダは、ジェイミーのオンライン上での過激思想に気づかなかったことを悔やみ、自責の念にかられる。エディはジェイミーのベッドの上で嗚咽する。

## 登場人物

### ミラー家
ジェイミー・ミラー (英語: Jamie Miller)
演- オーウェン・クーパー、声 - 熊谷俊輝
ミラー家の長男で、13歳の少年。
エディ・ミラー (英語: Eddie Miller)
演 - スティーヴン・グレアム、声 - 花輪英司
ジェイミーの父。
リサ・ミラー (英語: Lisa Miller)
演- アメリー・ピース、声 - 磯部莉菜子
ミラー家の長女、ジェイミーの姉。
マンダ・ミラー (英語: Manda Miller)
演- クリスティン・トレマルコ、声 - 並木愛枝
ジェイミーの母。

### 警察・司法関係者
ルーク・パスコム (英語: Luke Bascombe)
演- アシュリー・ウォルターズ、声 - 板倉光隆
ミーシャ・フランク (英語: Misha Frank)
演- フェイ・マーセイ、声 - 浅野まゆみ
フェニモア (英語: Fenumore)
演- ジョー・ハートリー、声 - 板倉光隆
ブリオニー・アリストン (英語: Briony Ariston)
演- エリン・ドハティ、声 - 大平あひる
ジェイミーと面会をした法廷心理学者。
ヴィクター (英語: Victor)
演- ダグラス・ラッセル、声 - 長谷川敦央
ポール・バーロウ (英語: Paul Barlow)
演- マーク・スタンリー、声 - 中谷一博

### 学校
ケイティ・レオナード (英語: Kaite Leonard)
演- エミリア・ホリデイ
駐車場で遺体が発見されたジェイミーのクラスメート。
アダム・パスコム (英語: Adam Bascombe)
演- アマリ・バッカス、声 - 西田光貴
ルーク・パスコムの息子。
ライアン (英語: Ryan)
演- ケイン・デイビス、声 - 永竹功幸
ジェイミーの友人。
トミー (英語: Tommy)
演- ルイス・ペンバートン、声 - 櫻井優輝
フレド (英語: Fredo)
演- オースティン・ヘインズ、声 - 末長柊人
ジェイド (英語: Jade)
演- ファティマ・ボジャン、声 - 平林瑚夏
ケイティと親しかった女子生徒。

## 放送内容
| 通算 話数 | タイトル      | 監督                       | 脚本                                       | 放送日        |
| --------- | ------------- | -------------------------- | ------------------------------------------ | ------------- |
| 1         | "エピソード1" | フィリップ・バランティーニ | スティーヴン・グレアムとジャック・ソールン | 2025年3月13日 |
| 2         | "エピソード2" | フィリップ・バランティーニ | スティーヴン・グレアムとジャック・ソールン | 2025年3月13日 |
| 3         | "エピソード3" | フィリップ・バランティーニ | スティーヴン・グレアムとジャック・ソールン | 2025年3月13日 |
| 4         | "エピソード4" | フィリップ・バランティーニ | スティーヴン・グレアムとジャック・ソールン | 2025年3月13日 |

## 制作

### 背景
『アドレセンス』はイギリスで急増するナイフ犯罪に対する応答としてスティーヴン・グレアムによって構想された。グレアムは、少年たちが少女に対して行う極端な暴力のことについてドラマを制作しようと決意し、脚本家のジャック・ソーンと協力した。特にアンドリュー・テイトの影響。アンドリュー・テイトのような著名人が少年たちに与えた影響を調べたいと述べた。

### 用語
作中で言及される「レッドピル（赤い薬）」とは映画『マトリックス』に登場する「赤い薬と青い薬」の赤い薬を意味している。
また80対20の法則（パレートの法則）にも言及されている。

### キャスティング
ジェイミー・ミラー役の少年容疑者には、当時13歳でプロの演技経験がないオーウェン・クーパーが抜擢された。キャスティングディレクターのシャヒーン・バイグは、この役に適した500人の少年を検討したが、クーパーのデモテープが目に留まり、彼がこの役を勝ち取った。

### 撮影
撮影は2024年7月に始まり、同年10月頃に終了した。全編は編集なしの1回の長回しで撮影されており、各エピソードは1回の連続したテイクで撮影された。制作チームは事前に複数回のリハーサルを行い、カメラの動きを綿密に計画した。1時間のエピソードは約10回撮影され、1日に2回のテイクが実施された。編集ではカットやCGIによるショットのつなぎ合わせは行われず、完全なワンテイク映像が使用された。グレアムによると、各エピソードの撮影には合計3週間を要した。
各エピソードの使用されたテイクは以下の通りである：
- 第1話:2回目のテイク
- 第2話:13回目のテイク
- 第3話:12回目のテイク
- 第4話:16回目のテイク

また、あらすじの時系列順には撮影されておらず、クーパーの撮影初日は第3話だった。
ロケ地には、ヨークシャーのサウス・カークビー、サウス・エルムソール、シェフィールドが選ばれた。サウス・エルムソールにあるミンスロープ・コミュニティ・カレッジは第2話の学校シーンの撮影に使用された。また、警察署の内部シーンは、ワンショット撮影の技術的要件を満たすため、サウス・カークビーにあるProduction Parkのスタジオ施設に特設セットを組んで撮影された。

## 影響

### 英国政府の反応

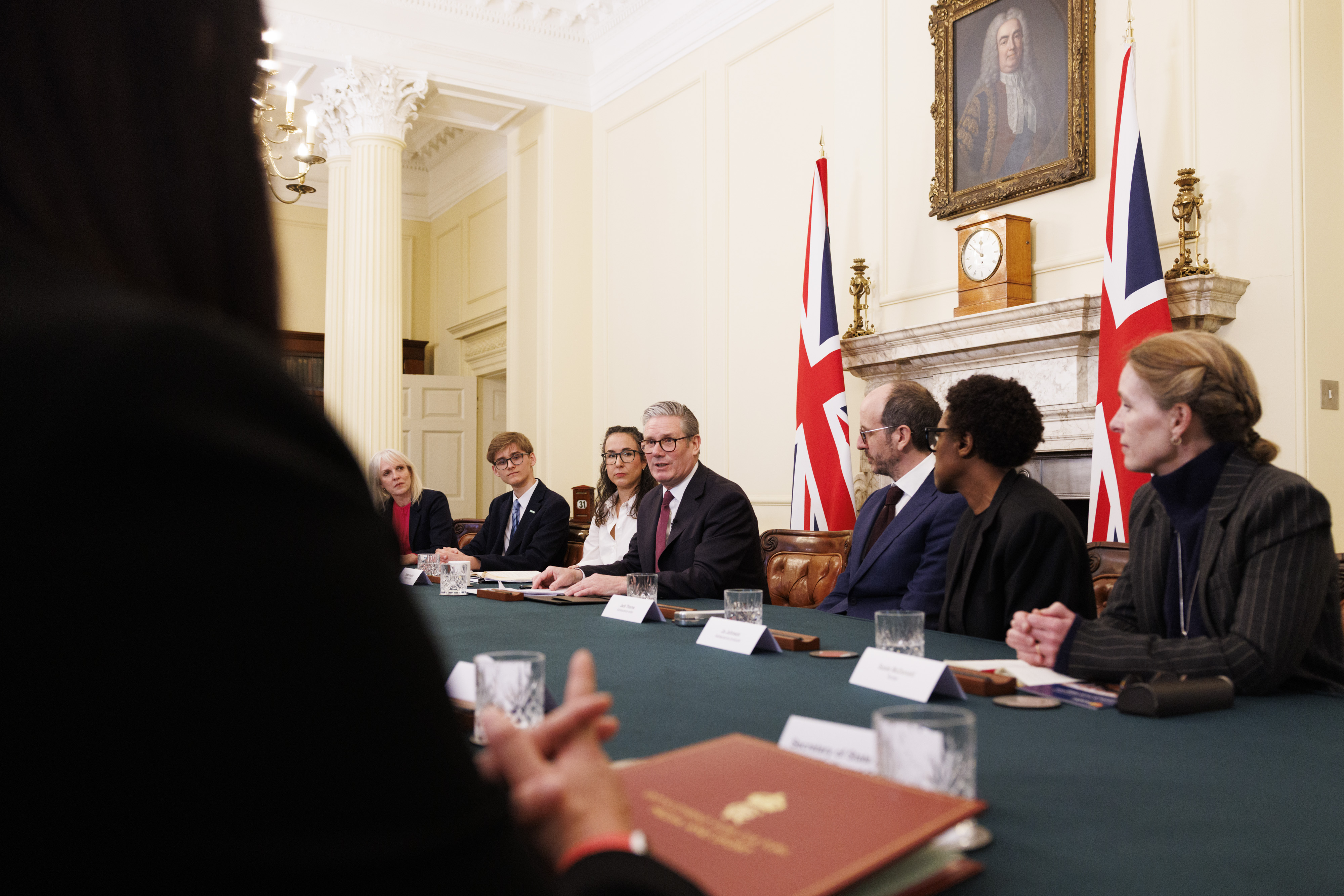
キア・スターマー首相が番組制作者らとの円卓会議を主催、2025年3月31日

イギリスの国会議員のアネリーゼ・ミッジリーは、『アドレセンス』が女性や少女に対するミソジニーや暴力の抑止に役立つ可能性があるとして、国会や学校での上映を求めた。英国の首相キア・スターマーもこの提案を支持し、英国の中等学校では本作が無料で視聴できるようになった。

### 陰謀論
2025年3月、イーロン・マスクはX上で『アドレセンス』が「反白人プロパガンダ」だとする陰謀論を拡散した。この主張は、ジェイミー役に白人俳優が起用されたことを根拠としていた。陰謀論によれば、本作は2024年のサウスポート刺殺事件を基にしており、加害者を白人として描くことで白人を貶める意図があったとされる。実際はそうした事実は確認されていない。この主張に対し、共同脚本家のジャック・ソーンは「馬鹿げている」と一蹴し、本作が実際の事件を基にしたものではないことを明言した。